# Bengt Jacobsson
Bengt Jacobsson, född 1946 i Ystad, är en svensk författare och etnolog. 
Jacobsson var med och grundade tidningen "Kulturens Värld" tillsammans med bland andra Lennart Frantzén. Han har skrivit en serie böcker om Nils Månsson Mandelgren. Han var programledare tillsammans med Gunnar Bernstrup i tv-serien Sommarauktioner. Jacobsson var redaktör vid Nationalencyklopedin och Lexikon 2000. Han har också under två decennier föreläst om personlig utveckling, livsfrågor och ledarskap under parollen "Livet - inte plikt utan möjlighet" och "Den hela människan – om att vara sin egen möjlighet". Tillsammans med Leif Brodén har han skrivit boken Din framgång – ingen annan illa som utkom i mars 2010.
Jacobsson har, förutom fem böcker om svensk folkkonst, skrivit tio böcker som berör människan existentiella grundvillkor.